# إربجان قنيبي
إربجان قُنيبي (الاسم العلمي: Alyxia bracteolosa)، نوع نباتات مُزهرة من فصيلة الدفلية، موطنه جزر سليمان وجنوب غرب المحيط الهادئ (فيجي وساموا وتونغا وفانواتو وواليس وفوتونا). وصف لأول مرة من قبل لويس ريشار في عام 1862.